# Fraters van Utrecht
Die Fraters van Utrecht sind ein katholischer Männerorden, dessen Name offiziell eigentlich Fraters van O.L. Vrouw van het H. Hart lautet. Dieser wurde 1873 in Utrecht in den Niederlanden durch den dortigen Erzbischof Andreas Ignatius Schaepman (1815–1882) begründet und sind seitdem im Schuldienst tätig.
Seit 1928 in Indonesien tätig, gelang ihnen 1958 auch noch die Niederlassung in Kenia.